# Sundvollen
Sundvollen is een plaats in de Noorse gemeente Hole, provincie Buskerud. Sundvollen telt 820 inwoners (2007) en heeft een oppervlakte van 0,61 km².